# Venko Andonovski
Œuvres principales
Le nombril du monde, Sorcière ‽, La fille du mathématicien
Venko Andonovski est un écrivain et dramaturge macédonien né le 30 mai 1964 à Koumanovo.

## Biographie
Professeur à l'Université de Skopje, il est l'auteur d'une trentaine d'œuvres en macédonien (nouvelles, romans, théâtre, essais) récompensées par de nombreux prix. Il écrit dans les journaux depuis qu'il a 16 ans, journaliste d'abord, chroniqueur ensuite. 
Actuellement[Quand ?] il écrit chaque semaine dans le quotidien Nova Makedonija une chronique intitulée Le dictionnaire des passions humaines.

## Réception

### En Macédoine
Ses romans sont parmi les best-sellers les plus vendus depuis 30 ans en Macédoine du Nord. Папокот на светот (Le nombril du monde) en est à plus de 12 000 exemplaires vendus et Вештица(Sorcière ‽) en est à plus de 8 000[réf. nécessaire].
Ses pièces sont régulièrement jouées un peu partout en Macédoine du Nord. 
Il est reconnu par ses pairs écrivains comme un auteur majeur de la littérature macédonienne :
- Georgi Stardelov : « La littérature macédonienne a gagné un rare, et par sa valeur littéraire, remarquable nouveau chef-d'œuvre. Les grandes valeurs de ce roman sont la splendeur de la langue, sa résonance poétique et la tonalité musicale de son écriture, l'exclusion de toute tyrannie de l'unité, son ouverture aux commentaires de style et aux collages. Ce roman remarquable et enchanteur atteint les plus hauts sommets de l'art romanesque »[5].
- Kristina Nikolovska : « N'hésitez pas à entrer à n'importe quel moment dans le roman Sorcière ‽. Vivez ce roman, au moins un instant, en le lisant. Ensuite, lavé et régénéré, entrez dans vos vies. Ce roman ne peut être lu, il ne peut être que vécu, comme tous les chefs-d'œuvre. S'il vous libère de la forme actuelle d'inquisition, la mission sera accomplie »[5].

### À l'étranger
Le roman Le nombril du monde a  été traduit en grec, en serbe, en bulgare, en croate, en slovène et en russe. Il a remporté de nombreux prix (voir ci-dessous). Le réalisateur Igor Ivanov Izi en a tiré en 2007 le film Prevrteno, sur un scénario d'Andonovski. 
Dans la préface de l'édition française de Sorcière ‽, dont une partie de l'histoire est basée sur la chasse aux sorcières de l'Europe du Moyen Âge, Milan Kundera place Andonoski dans les auteurs du troisième temps de l'histoire du roman « pendant lequel le romancier refuse d’obéir à la forme traditionnelle du roman comme à une nécessité. », avec Hermann Broch, Carlos Fuentes ou Alejo Carpentier.

## Œuvres
Romans et nouvelles (Titres français indicatifs)
- Квартот на лиричарите (Le quartier des poètes), Skopje, 1989
- Фрески и гротески (Fresques & grotesques), Skopje, 1993
- Азбука за непослушните (L'alphabet des désobéissants), Skopje, 1994
- Папокот на светот (Le nombril du monde), Skopje, Kultura, 2000
- Вештица, Skopje, Kultura, 2006
- Sorcière ‽, Maria Béjanovska (trad.), Bruxelles, Kantoken, 2014  (ISBN 9782930739083)
- Ќерката на математичарот (La fille du mathématicien), Skopje, Tabernakul, 2013

Théâtre
- Адска машина (La machine infernale), 1993
- Бунт во домот за старци (Révolte à l'hospice), 1993
- Словенскиот ковчег (Le coffre slave), 1996
- Црни куклички (Poupées noires), 2000
- Кандид во земјата на чудата (Candide au pays des merveilles), 2001
- Кинегонда во Карлаленд, 2006
- Cunégonde en Carlaland, Maria Béjanovska (trad.), Paris, L'espace d'un instant, 2013  (ISBN 9782915037814)
- Граница (La frontière), 2008
- Светица на темнината (Une Sainte dans les ténèbres (sur Mère Térésa)), 2010
- Олово на перница (Du plomb sur l'oreiller), 2010
- Генетика на кучињата (La génétique des chiens), 2012
- A chacun la sienne, 2013
- La chute de Massada, 2013
- Perception, 2014

Essais
- Текстовни процеси (Les processus textuels), 1996
- Матошевите ѕвона (Les cloches de Matosh), 1997
- L'œil de la Macédoine, 1997
- Структура на македонскиот реалистичен роман (La structure du roman réaliste macédonien), 1997
- Дешифрирања (Lecture et décodage), 2001
- L'ascension du lecteur, 2009
- Абдукција на теоријата Том 1 (L'abduction de la théorie - vol 1 : Sémiotique vivante), 2011
- Абдукција на теоријата Том 2: НАРАТОЛОГИЈА (L'abduction de la théorie - vol 2 : Narratologie), 2013

## Filmographie
- 2007 : Prevrteno (réalisateur : Igor Ivanov Izi) (scénariste)

## Prix
- Prix Racin pour le meilleur livre de l'année en 1993 (Fresques et Grotesques)
- Prix Vojdan Chernodrinski pour la pièce Révolte à l'hospice (1994)
- Prix spécial Zumpress pour le roman L'alphabet des désobéissants (1994)
- Prix Vojdan Chernodrinski pour la pièce Candide au pays des merveilles (2001)
- Prix Dimitar Mitrev du meilleur livre de Théorie Littéraire en 2011
- Prix Petar Kocic 2012 pour l'édition serbe de Sorcière ‽
- Grand Prix Vojdan Chernodrinski 2012 pour la pièce "Génétique des chiens

Pour Le nombril du monde
- Prix Stale Popov 2000 de la meilleure œuvre en prose
- Prix Utrinski Vesnik pour le meilleur roman de l'année 2000
- Prix Vojdan Chernodrinski pour la pièce Le nombril du monde (basée sur le roman)
- Prix Balkanika du meilleur livre des littératures des Balkans 2001
- Prix Jugra du meilleur livre slave 2013 pour l'édition russe.